# شولبون آتا
شولبون آتا (بالقيرغيزية: Чолпон-Ата )‏ هي مدينة، في قيرغيزستان، تقع في نارين أوبلاستي، وايسيك كول أوبلاستي، بلغ عدد سكانها 11,520 نسمة، رمزها البريدي هو 715622.